# مری دالی
مری دالی ( به انگلیسی :‌Mary Daly) فیلسوف، الهی‌دان و نظریه‌پرداز فمینیست آمریکایی بود که به دلیل دیدگاه‌های رادیکال خود در نقد مردسالاری و ساختارهای سنتی مذهبی شناخته می‌شود. او از چهره‌های تأثیرگذار در فلسفه فمینیستی و الهیات انتقادی بود.

## زندگی و تحصیلات
مری دالی (۱۹۲۸-۲۰۱۰)  در ۱۶ اکتبر ۱۹۲۸ در اسکنکتدی، نیویورک، متولد شد. او در دانشگاه سنت ماری، دانشگاه کانکتیکات و دانشگاه فریبورگ سوئیس تحصیل کرد و مدرک دکترای خود را در فلسفه و الهیات دریافت کرد. دالی یکی از نخستین زنانی بود که در حوزه الهیات کاتولیک به مدارج بالای علمی رسید، اما به تدریج از نهادهای مذهبی سنتی فاصله گرفت و به نقد ساختارهای پدرسالارانه در دین پرداخت.

### اندیشه‌های فلسفی و الهیاتی
دالی معتقد بود که مذاهب سنتی، به‌ویژه مسیحیت، ساختارهایی عمیقاً مردسالارانه دارند که زنان را به حاشیه رانده‌اند. او در کتاب "فراسوی خدا پدر" (Beyond God the Father) به نقد تصویر مردانه از خدا و جایگاه زنان در الهیات پرداخت. به باور او، برای رسیدن به آزادی واقعی، زنان باید از نظام‌های فکری و زبانی مردسالارانه رهایی یابند و مفاهیم جدیدی از الوهیت و معنویت بیافرینند.

### فمینیسم و نقد اجتماعی
دالی یکی از تأثیرگذارترین فمینیست‌های موج دوم بود و در آثارش به بررسی چگونگی سرکوب زنان در زبان، دین و فلسفه پرداخت. او در کتاب "زن‌کشی و جادوگری" (Gyn/Ecology: The Metaethics of Radical Feminism) به بررسی تاریخ خشونت علیه زنان پرداخت و نشان داد که چگونه فرهنگ مردسالارانه زنان را در طول تاریخ سرکوب کرده است. او همچنین تأکید داشت که زبان ابزاری برای حفظ قدرت مردان است و زنان باید زبان خود را بازآفرینی کنند.

## تأثیر و میراث
دالی با دیدگاه‌های رادیکال خود الهام‌بخش بسیاری از متفکران فمینیست شد، اما به دلیل مواضع صریح و گاهی جنجالی‌اش، با مخالفت‌های زیادی نیز روبه‌رو شد. او در سال‌های پایانی عمرش از تدریس در دانشگاه بوستون کناره‌گیری کرد و به نوشتن و سخنرانی پرداخت. تأثیر او بر فلسفه فمینیستی و نقد دین همچنان در مطالعات معاصر احساس می‌شود.